# Guty Espadas
Guty Espadas est un boxeur mexicain né le 20 décembre 1954 à Mérida au Yucatán.

## Carrière professionnelle
Passé professionnel en 1971, il devient champion du monde des poids mouches WBA en battant le panaméen Alfonso Lopez par KO technique au treizième round le 2 octobre 1976.
Trois mois plus tard, il défend sa ceinture avec succès contre Jiro Takada ; lors du combat revanche contre Lopez puis face à Alex Guido et Kimio Furesawa avant d'être à son tour battu par Betulio González le 12 août 1978. Espadas met un terme à sa carrière de boxeur en 1984 après deux nouveaux échecs en chmampionnat du monde sur un bilan de 39 victoires, 6 défaites et 5 matchs nuls.